# Guilherme III de Nevers

Brasão do Condado de Nevers.

Guilherme III de Nevers (c. 1110 —  21 de Novembro de 1161) conde de Nevers de Auxerre e de Tonnerre entre 1148 a 1161. 
Guilherme III de Nevers foi que tomou a iniciativa de fundar a Abadia de Premonstratensian, também conhecida como: Abadia de Nossa Senhora e São Paulo Bellevaux em Limanton em Nièvre em 1157.

## Relações Familiares
Foi filho de Guilherme II de Nevers (1083 — 20 de Outubro 1148), conde de Nevers e de Auxerre e de Adelaide.
Casou com Ide de Sponheim, filha de Engelberto II de Sponheim de quem teve:
1. Inês de Montfaucon casada com Erardo II de Brienne conde de Brienne.
2. Guilherme IV de Nevers (1130 — 1168).
3. Guy I de Nevers (1131 — 1176).
4. Adèle de Nevers (1145 — 1195), casou com Reinando III Senhor de Joigny.
5. Reinaldo de Nevers, visconde de Decize.

Depois de viúvo torne-se a casar, desta feita com Leonor de Vermandois, também conhecida como Eleonora de Vermandois, condessa de Vermandois, filha de Raul I de Vermandois.